# کردستان کوچک
کردستان کوچک (بهبهان)، روستایی از توابع بخش مرکزی شهرستان بهبهان در استان خوزستان ایران است.مردمان کردستان علیا اصالتا لرتبار و از طوایف بزرگ (کاید و رئیس و شیخ و خواجه و...) از ایل کرائی می‌باشند.

## جمعیت
این روستا در ۷ کیلومتری بهبهان قرار دارد و براساس سرشماری مرکز آمار ایران در سال ۱۳۸۵، جمعیت آن ۳۵۵ نفر (۹۱خانوار) بوده‌است.
اهالی این روستا از قوم ایرانی لُر (از ایل کرائی)هستند که عمدتا حدود ۱۲۰ سال پیش از شهرستان کهگیلویه به روستای فعلی کردستان علیا (کُردِستوُن ، کِروئیَل)مهاجرت کردند.
اهالی روستا به زبان لری) تکلم می کنند.

## موقعیت جعرافیایی
این روستا در نزدیکی اتوبان بهبهان به رامهرمز (حدود ۱ کیلومتر فاصله دارد) قرار دارد. رودخانه مارون (تاب) نیز در کنار این روستا واقع شده است.
این روستا در مجاورت روستاهای کردستان سفلی (بزرگ)، قالند علیا، قالند وسطی، قالند سفلی، حسین آباد شیخ، پرچله زار و قلعه فولادی واقع شده است.

## وضعیت اشتغال
اغلب ساکنین روستا علاوه بر اشتغال در انواع حرفه های مختلف در سطح شهر بهبهان و شهرهای اطراف، از طریق کشاورزی و دامپروری امرار معاش می کنند.نرخ باسوادی  در جمعیت زیر ۶۰ سال ۱۰۰ درصد است.
اخیرا مهاجرت از شهرها و مناطق اطراف به روستا افزایش یافته است و در سال های اخیر جمعیت روستا رشد قابل ملاحظه ای داشته است. اگرچه در دو دهه گذشته مهاجرت زیادی از این روستا به شهر بهبهان، اهواز، ماهشهر و .. صورت گرفت.

## امکانات موجود
مدرسه ابتدایی (دوره اول و دوم) و متوسطه اول در این روستا وجود دارد (دخترانه و پسرانه).
همچنین به همت اهالی روستا و خانواده خیر (سلبعلی زاده)، در این روستا در سال ۱۴۰۰ یک زمین چمن ورزشی احداث شده  که برای استفاده جوانان روستای کردستان علیا و روستاهای همجوار مورد استفاده قرار می گیرد.

## جمعیت
این روستا در ۷ کیلومتری بهبهان قرار دارد و براساس سرشماری مرکز آمار ایران در سال ۱۳۸۵، جمعیت آن ۳۵۵ نفر (۹۱خانوار) بوده‌است.
اهالی این روستا از قوم ایرانی لُر (از ایل طیبی)هستند که عمدتا حدود ۱۲۰ سال پیش از شهرستان کهگیلویه به روستای فعلی کردستان علیا (کُردِستوُن سرتلی ، کِروئیَل)مهاجرت کردند.
زبان مردم روستا زبان لری میباشد

## موقعیت جعرافیایی
این روستا در نزدیکی اتوبان بهبهان به رامهرمز (حدود ۱ کیلومتر فاصله دارد) قرار دارد. رودخانه مارون (تاب) نیز در کنار این روستا واقع شده است.
این روستا در مجاورت روستاهای کردستان سفلی (بزرگ)، قالند علیا، قالند وسطی، قالند سفلی، حسین آباد شیخ، پرچله زار و قلعه فولادی واقع شده است.

## وضعیت اشتغال
اغلب ساکنین روستا علاوه بر اشتغال در انواع حرفه های مختلف در سطح شهر بهبهان و شهرهای اطراف، از طریق کشاورزی و دامپروری امرار معاش می کنند.نرخ باسوادی  در جمعیت زیر ۶۰ سال ۱۰۰ درصد است.
اخیرا مهاجرت از شهرها و مناطق اطراف به روستا افزایش یافته است و در سال های اخیر جمعیت روستا رشد قابل ملاحظه ای داشته است. اگرچه در دو دهه گذشته مهاجرت زیادی از این روستا به شهر بهبهان، اهواز، ماهشهر و .. صورت گرفت.

## امکانات موجود
مدرسه ابتدایی (دوره اول و دوم) و متوسطه اول در این روستا وجود دارد (دخترانه و پسرانه).
همچنین به همت اهالی روستا و خانواده خیر (سلبعلی زاده)، در این روستا در سال ۱۴۰۰ یک زمین چمن ورزشی احداث شده  که برای استفاده جوانان روستای کردستان علیا و روستاهای همجوار مورد استفاده قرار می گیرد.